# استونی در المپیک تابستانی ۲۰۰۴
استونی در بازی‌های المپیک تابستانی ۲۰۰۴ که در شهر آتن، یونان برگزار شده با ۴۲ ورزشکار شامل ۳۱ مرد و ۱۱ زن در ده رشته ورزشی شرکت کرده‌است.
استونی با ۱ مدال نقره و ۲ برنز در رده شصت و چهارم رده‌بندی مدال‌ها قرار گرفته‌است.

## مدال‌آوران
| مدال | نام            | ورزش        | رویداد         | تاریخ  |
| ---- | -------------- | ----------- | -------------- | ------ |
| نقره | یوری یانسون    | روئینگ      | انفردای دوپارو | ۲۱ اوت |
| برنز | ایندرک پرتلسون | جودو        | ۱۰۰+ کیلوگرم   | ۲۰ اوت |
| برنز | الکساندر تامرت | دو و میدانی | پرتاب دیسک     | ۲۳ اوت |